# Elek
Elek is een plaats (város) en gemeente in het Hongaarse comitaat Békés. Elek telt 5567 inwoners (2001).

## Bevolkingssamenstelling
De gemeente heeft twee belangrijke minderheden, de Roma zigeuners vormen 7% van de bevolking en de Roemenen vormen 5% van de bevolking.
Sinds 2013 wordt met steun van de Europese Unie gewerkt aan het herstellen van een wegverbinding met buurdorp Ottlaka (Grăniceri) aan de Roemeense zijde van de staatsgrens. Bij afwerking - die in 2020 nog niet was gerealiseerd - zou er na 100 jaar weer een verbinding tussen beide dorpen zijn.